# 望月秀一
望月 秀一（もちづき しゅういち、1933年（昭和8年）10月6日 - 2006年（平成18年）1月9日）は、日本の警察官僚。元警察大学校教授。科学警察研究所総務部長や佐賀県警察本部長などを歴任した。東京市出身。

## 来歴・人物
東京市出身。麹町小学校、都立日比谷高校（入学時の名称は府立一中。在学中の1950年に学制改革により現名称へ変更）卒業。一中では、硬式から軟式野球部を創部した。中央大学法学部卒業後（星友会に所属）、1962年29歳の時に警察庁入庁。入庁同期に、亀井静香、井上幸彦、金田雅喬（内閣情報調査室長）、有馬浩一郎（四国管区警察局長）、古川定昭（中部管区警察局長）、鈴木邦芳などがいた。1962年入庁組は、ノンキャリア警察官から転身した者、民間企業から転身した者など、異色な人材が揃っていた。入庁後は、刑事畑を長く歩み、山口県警察や静岡県警察で捜査二課長を務めたのを皮切りに、宮崎県警察警務部長、警察庁刑事局保安部理事官、佐賀県警察本部長などを歴任。その間、警察大学校教授に就任し、後進の育成にも尽力した。警察庁長官官房管理官、科学警察研究所総務部長を最後に、警察庁を退官。退官後は、綜合警備保障取締役・監査役などを務めた。

## 著書
- 『銃砲刀剣類所持等取締法:逐条解説』警察時報社、1973年(共著)

他、論文多数。